# Cetonana laticeps
Cetonana laticeps là một loài nhện trong họ Trachelidae.
Loài này thuộc chi Cetonana. Cetonana laticeps được miêu tả năm 1868 bởi Canestrini.